# فلورنتینو لوییس
فلورنتینو ایبراین موریس لوییس (پرتغالی: Florentino Ibrain Morris Luís؛ زادهٔ ۱۹ اوت ۱۹۹۹) بازیکن فوتبال اهل پرتغال است.
از باشگاه‌هایی که در آن بازی کرده‌است می‌توان به بنفیکا اشاره کرد.